# Nomada pallidella
Nomada pallidella là một loài Hymenoptera trong họ Apidae. Loài này được Cockerell mô tả khoa học năm 1905.